# Riviera albanaise

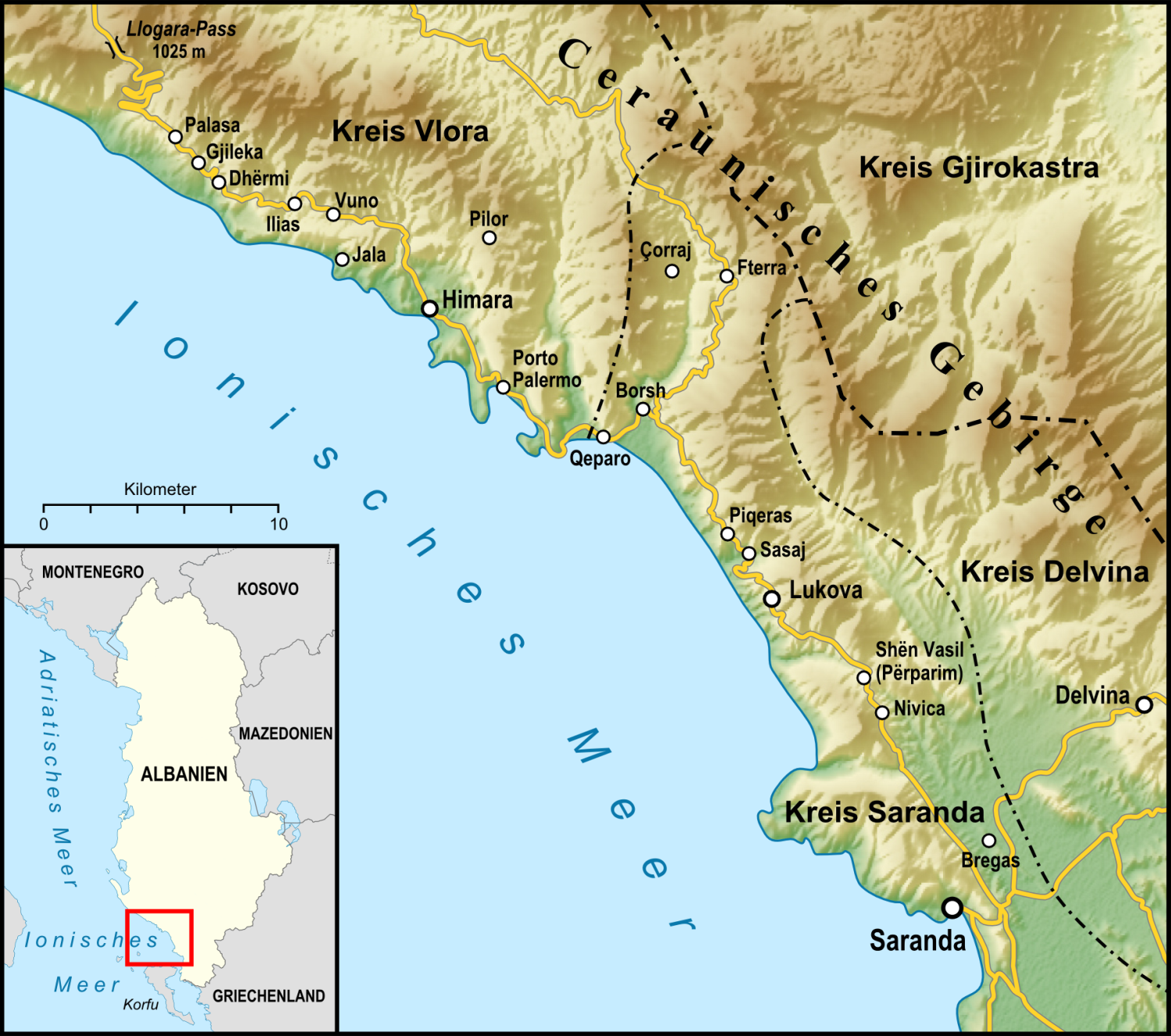
Carte topographique de la Riviera albanaise.

La Riviera albanaise (en albanais : Riviera shqiptare), également connue sous le nom de Bregu, est une zone littorale le long du nord-est de la mer Ionienne dans la mer Méditerranée, englobant les districts de Saranda et de Vlorë dans le sud-ouest de l'Albanie. Elle forme une section importante de la côte albanaise de la mer Ionienne parsemée des villages de Palasë (en), Dhërmi, Vuno (en), Himara, Qeparo (en), Borsh (en), Piqeras (en), Lukovë et de la ville de Saranda.

## Présentation
La Riviera ne doit pas être confondue avec l'ensemble du littoral du pays, qui comprend la côte de la mer Ionienne et la côte essentiellement plate de la mer Adriatique au nord. Les monts Cérauniens séparent la côte de l'arrière-pays. La région est une destination majeure de vie nocturne, écotouristique et de retraite d'élite en Albanie. Il comprend des villages méditerranéens traditionnels, des châteaux anciens, des églises, des monastères, des plages turquoise isolées, des baies, des cols de montagne, des canyons en bord de mer, des criques, des rivières, une faune sous-marine, des grottes et des plantations d'orangers, de citronniers et d'oliviers. À l'époque classique, 48 av. J.-C., lors de sa poursuite de Pompée, Jules César posa le pied et reposa sa légion à Palasë (en). Il a continué jusqu'au col de Llogara, dans un endroit nommé plus tard le col de César.
La région a attiré l'attention internationale après la reconstruction en 2009 de la route côtière SH 8 (en), l'arrêt de la tournée 2010 de DJ Tiësto à Dhermi et le tournage d'un épisode de Top Gear présentant une poursuite en voiture à couper le souffle le long de la route côtière sinueuse,. La Riviera albanaise a été proclamée destination la plus rentable en 2012 par Frommer's. La région a accueilli plusieurs festivals de musique internationaux tels que le Kala Festival, Soundwave Albanie et Turtle Fest, tout en devenant connue pour ses discothèques de longue date telles que le Havana Beach Club près de Dhermi et la Folie Marine sur la plage de Jale. Le nombre de touristes a considérablement augmenté depuis 2016. De plus en plus d'Européens se rendent dans la Reviera albanaise d'année en année, notamment en provenance du Royaume-Uni, d'Allemagne, d'Italie, de Suède, de France, de Bosnie-Herzégovine, de Pologne, d'Ukraine, de Moldavie, de Macédoine du Nord, de Serbie et de Croatie.
Dans le cadre du plan directeur régional, la Banque mondiale et d'autres institutions financent des projets d'infrastructures locales,, notamment la rénovation des toits et des façades de maisons traditionnelles surplombant la Riviera, la refonte des places de la ville et la construction d'installations d'approvisionnement en eau et de traitement,.

## Points de repère
- Saranda (Sarandë) est l'une des attractions touristiques les plus importantes de la Riviera albanaise. Près de la ville se trouvent les vestiges de l'ancienne ville de Butrint.
- Ksamil est l'une des stations balnéaires les plus fréquentées par les touristes nationaux et étrangers. Les îles Ksamil sont un petit archipel situé au large du village du même nom.
- Dhërmi est construit sur un versant des monts Cérauniens à environ 200 mètres d'altitude. La zone côtière a connu un boom dans la construction de structures d'hébergement, telles que des complexes de villas en bois et des hôtels-boutiques modernes. De plus, elle est considérée comme une destination de vie nocturne.
- Le canyon de Gjipe (en), situé entre Iljas et Vuno, n'est accessible qu'en randonnée depuis le monastère de Saint-Théodore.
- Borsh (en) est la plus grande plage de la mer Ionienne (7 km). Le tourisme ici est encore en développement et il existe une poignée de petits hôtels et maisons d'hôtes.
- Himara possède de longues plages de sable blanc et les quelques collines proches de la mer sont en terrasses et plantées d'oliviers et d'agrumes. Au-dessus se trouve la vieille ville qui abrite un château et quelques maisons fortifiées en pierre.
- Qeparo (en) est situé sur le versant ouest du mont Gjivlash, à environ 450 mètres (1 480 ft) au-dessus du niveau de la mer et est divisé en deux zones d'habitation. Le vieux Qeparo couronne la colline surplombant des hectares d'oliviers et la mer. La nouvelle colonie grimpe sur la colline au-dessus de la plage. De nombreuses maisons ont des marches qui mènent directement à la plage. Quelques hôtels et quelques maisons d’hôtes proposent des hébergements. Une nouvelle promenade en bord de mer a été récemment construite et est appréciée des familles le soir.
- Palasë (en) est un village proche du parc national de Llogara et également une destination très prisée des touristes étrangers. Le 4 janvier 48 avant notre ère, lors de sa poursuite de Pompée, Jules César débarqua à Palasë.
- Lukovë est un village du comté de Vlorë avec de superbes plages et des oliveraies plantées sur des collines en terrasses.
- Le village de Piqeras (en) est le lieu de naissance du héros national albanais Vasil Laçi qui a tenté d'assassiner Victor Emmanuel III, roi d'Italie et Shefqet Bej Vërlaci, Premier ministre d'Albanie après l'occupation de l'Albanie par l'Italie fasciste[12].
- La péninsule de Karaburun est le seul parc marin national d'Albanie. La péninsule de Karaburun est totalement sous-développée et offre de nombreuses possibilités de randonnée. Une partie des montagnes est désignée parc national et abrite une faune riche, notamment des cerfs, des renards, des sangliers et même des loups.
- Jalë est connue pour sa vie nocturne. La Folie Marina est située à Jalë.
- Llaman est connue pour ses plages de gravier aux eaux profondes et claires.
- L'île de Zvërnec est une île de la lagune de Narta. L'île est une attraction touristique car elle abrite le monastère byzantin Zvërnec du XIIIe siècle, bien conservé.
- Le château de Porto Palermo est un château situé dans la baie de Porto Palermo. Le Huffington Post a classé Porto Palermo au premier rang des 15 destinations européennes méconnues en 2014.
- Butrint était une ville ancienne et est protégée par l'UNESCO en tant que site du patrimoine mondial.

## Parcs nationaux
Le parc national de Llogara est connu pour sa flore et sa faune vibrantes avec plus de 100 types différents d'animaux et d'oiseaux sauvages, notamment : cerfs, chats sauvages, renards, etc. Le mélange de l’air rafraîchissant des montagnes et de la proximité de la mer en fait une destination très attractive pour les touristes. La région est également importante pour la croissance de l'écotourisme, du pique-nique, de la randonnée et des sports aériens.
|  |  |  |

## Châteaux
Le château d'Ali Pacha doit son nom à Ali Pacha de Tepelenë, qui y résida jusqu'en 1820. La forteresse actuelle a été reconstruite en 1819 à partir de sa surface avec trois tours. Jusqu'en 1820, c'était la deuxième résidence d'Ali Pacha. Le château décrit et illustré est communément connu sous le nom de forteresse triangulaire. Construit sous la domination vénitienne à la fin du XVe ou au début du XVIe siècle, il constituait un bastion permettant aux Vénitiens de Corfou d'exploiter la pêche, les pâturages, les olives et le bois dans et autour de Butrint.
Le château de Borsh (en) est également connu sous le nom de château de Sopot du nom de la colline sur laquelle il se trouve.
Le château de Lëkurësi est situé sur un point de colline stratégique surplombant la baie en fer à cheval de Saranda. De là, on peut voir toute la ville ainsi que les îles de Ksamil, l'île de Corfou et la lagune de Butrint.
Le château de Porto Palermo est situé à quelques kilomètres au sud d'Himarë dans le sud de l'Albanie. Il est situé dans la baie de Porto Palermo. Le Huffington Post a classé Porto Palermo au premier rang des 15 destinations européennes méconnues en 2014.
|  |  |  |

## Voir également
- Monts Cérauniens
- Géographie de l'Albanie